# Egyesített Éberségi és Vonatbefolyásoló Berendezés
L'Egyesített Éberségi és Vonatbefolyásoló Berendezés (hongrois pour « dispositif unifié de veille et de contrôle du train ») ou EÉVB, est un système de sécurité ferroviaire utilisé par les Chemins de fer d'État hongrois (MÁV).

## Caractéristiques
L'EÉVB rassemble ces deux systèmes :
- l'EVM, servant à contrôler l'indication donnée par les signaux et à alerter le conducteur s'il ne les respecte pas ;
- la veille automatique, qui permet de s'assurer en permanence que le conducteur est présent à son poste et conscient.

La différence essentielle avec l'EVM simple est donc que le système combiné EÉVB contrôle aussi la vigilance du conducteur.
Ce contrôle de vigilance est effectué tous les 1 550 mètres si la vitesse actuelle est inférieure à la vitesse-cible et
tous les 200 mètres si elle est supérieure.
Le freinage d'urgence est déclenché :
- par la non-réaction du conducteur au signal de vigilance
- si la limite de vitesse reste dépassée après le signal de vigilance
- si le train passe un signal d'arrêt à plus de 15 km/h
- si la limite de 40 km/h du mode manœuvre est dépassée (dans ce cas, le freinage d'urgence se fait sans le retentissement d'un signal sonore)